# Le Souffle
Pour les articles homonymes, voir Le Souffle (Bernhard) et Le Souffle (film).
Le Souffle est un roman de Dominique Rolin publié en 1952 aux éditions du Seuil et ayant reçu la même année le prix Femina.

## Éditions
- Éditions du Seuil, 1952. (ASIN B00175R3H0)